# Das Schloss von Otranto
Das Schloss von Otranto (englische Originalfassung: The Castle of Otranto, dt. auch Das Schloss Otranto und Die Burg von Otranto) ist ein Roman des britischen Politikers und Schriftstellers Horace Walpole aus dem Jahr 1764. Walpole begründete damit die später sehr erfolgreiche Romangattung des Schauerromans (englisch: „Gothic Novel“). Der Roman brach mit den Idealen der Aufklärung, die naturalistische Darstellungen und natürliche Erklärungen in der Literatur in den Vordergrund stellten. Er ist Vorläufer der romantischen Geschichten und Erzählungen des späten 18. und frühen 19. Jahrhunderts und beeinflusst die Literatur bis in unsere Zeit. Die Vorlage für den Roman bildete das Castello di Otranto in Süditalien.

## Inhalt
In Das Schloss von Otranto wird das für seine Familie verderbliche Wirken einer mächtigen Vaterfigur (Manfred) geschildert, die sich tyrannisch und intrigant um die genealogische Nachfolge sorgt, als sein schwächlicher Sohn von einem mysteriösen Riesenhelm erschlagen wird. Manfred, nun ohne Sohn und Erben, stellt daraufhin Isabella, der versprochenen Braut seines Sohnes nach. Die hatte er zuvor für diesen entführen lassen, um eine Verbindung zwischen seinem Fürstentum Otranto und dem Herrschaftsbereich des Marchese von Vicenza, dessen Tochter die Braut ist, herzustellen. Nun will Manfred Isabella vergewaltigen, danach seine devote Ehefrau Hippolyta verstoßen, um dann Isabella heiraten zu können. Isabella graut es jedoch vor ihrem alten, finsteren Verfolger und sie versucht kurz nach Manfreds „Antrag“ aus der Burg von Otranto zu fliehen. Dabei hilft ihr ein edelmütiger Bauernbursche, der durch Manfreds tyrannische Unbeherrschtheit und Ungerechtigkeit zum Tode verurteilt wurde.

## Erste Auflage
Die erste Auflage erschien 1764 unter dem Titel The Castle of Otranto, A Story. Translated by William Marshal, Gent. From the Original Italian of Onuphrio Muralto, Canon of the Church of St. Nicholas at Otranto. Schon im Titel dieser Ausgabe gab Horace Walpole vor, das Buch sei eine Übersetzung aus dem Italienischen, das italienische Original sei von dem Mönch Onuphrio Muralto in Otranto verfasst worden. Das Vorwort schrieb Walpole unter dem Pseudonym des vorgeblichen Übersetzers William Marshal. In diesem Vorwort merkte er an, das italienische Original sei 1529 in Neapel gedruckt, erst kürzlich in der Bibliothek einer alten katholischen Familie in Nordengland wiederentdeckt und von ihm, Marshal, übersetzt worden. Es handle sich aber um eine Geschichte, die wahrscheinlich schon um die Zeit der Kreuzzüge, also zwischen 1095 und 1243 oder bald danach niedergeschrieben worden sei.
Bei diesem Vorwort, das die Geschichte des Manuskripts beleuchten sollte, handelte es sich jedoch bereits um einen Teil des von Horace Walpole frei erfundenen Romans. Marshal erklärt die Motivation des Mönchs mit dessen Absicht, den Bestrebungen seiner Zeit entgegenzutreten:

„Damals waren die Wissenschaften in Italien in ihrem blühendsten Zustande, und trugen das ihrige dazu bei, das Reich des Aberglaubens zu zerstören, das von den Kirchenverbesserern so heftig angefallen ward. Lässt es sich nicht denken, dass ein schlauer Pfaffe den Versuch wagen mochte, die Neuerer mit ihren eignen Waffen zu bekämpfen und sich seines schriftstellerischen Talents bediente, um den Pöbel in alten Irrtümern und Aberglauben zu bestärken?“

Walpole bestreitet, das Buch verfasst zu haben, und verortet es in der Zeit der Kreuzzüge. Dies hat zwei Gründe. Erstens verleiht dieser Kunstgriff der Geschichte eine gewisse Authentizität, zweitens schlägt er die Brücke ins dunkle Mittelalter und bereitet den Leser auf die ungewöhnlichen Dinge vor, die da kommen mögen. Im Verlauf des Buches wird klar, warum der Autor dies tut, da sich doch viele Dinge ereignen, die man eher im Mittelalter vermutet als zu den Lebzeiten Walpoles. So fällt es dem Leser leichter, Normen, Werte und Vorstellungen seiner Zeit zu vergessen und sich in die Geschichte hinein zu versetzen.

## Zweite Auflage

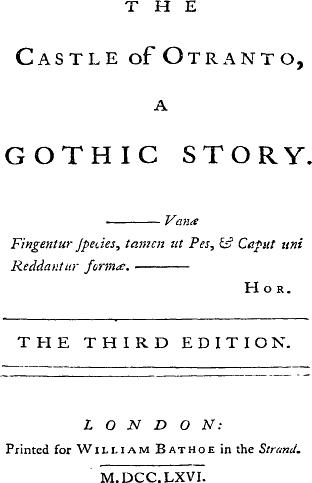
Titelblatt der dritten Auflage

Schon in der zweiten Auflage von 1765, bekannte sich Horace Walpole zur Autorschaft. Er schrieb in einem neuen, zusätzlichen Vorwort: „Die geneigte Aufnahme, deren die Lesewelt diese kleine Erzählung würdigte, fordert den Dichter auf, die Grundsätze zu erklären, nach welchen er sie verfertigte. Doch ehe er sich darüber einlässt, schickt es sich wohl, dass er seine Leser um Verzeihung bitte, in der erborgten Gestalt eines Übersetzers vor ihnen aufgetreten zu sein.“
Neben der Entschuldigung für die Verschleierung der eigentlichen Urheberschaft musste sich Walpole dafür rechtfertigen, in einer aufgeklärten Zeit einen derartigen Schauerroman vorgelegt zu haben. Was er im ersten Vorwort einem „schlauen Pfaffen“ zuschreiben konnte, musste er nun als Autor selbst verteidigen: „Sein Versuch ging dahin, beiderlei Romanengattungen zu vereinigen, die alte und die neue. In jener war alles Einbildung und Unwahrscheinlichkeit, in dieser soll nichts nachgeahmt werden als die Natur, und das geschieht zuweilen mit Glück. Es fehlt ihr nicht an Erfindung, aber durch strenge Anhänglichkeit an das gewöhnliche Leben, versiegen die großen Quellen der Phantasie.“
In der zweiten Hälfte des 18. Jahrhunderts gab es eine heftige Diskussion über die Funktion der Literatur zwischen der auf dem frühen Naturalismus beruhenden Naturpoesie und der Kunstpoesie. Diese Diskussion setzte sich im 19. Jahrhundert fort, als die Naturalisten gegen den Geist der Romantik stritten.
Walpole griff in seinem Vorwort sogar Voltaire an, einen der einflussreichsten Autoren der europäischen Aufklärung, nannte ihn einen „französischen Kunstrichter“ und stellte ihm William Shakespeare gegenüber: „Shakespeare, dieser große Meister der Natur, war das Muster, dem ich nachahmte.“

## Rezeption
Die erste Auflage wurde von den Kritikern wohlwollend aufgenommen, weil sie in dem Werk tatsächlich die Übersetzung eines Stücks mittelalterlicher Literatur vor sich zu haben glaubten, und sie lobten den genialen Übersetzer. Die meisten dieser Literaturkritiker reagierten jedoch enttäuscht, als Walpole seine Autorschaft enthüllte und sich der Roman als zeitgenössische Fiktion herausstellte.
Dennoch war der Erfolg des Romans nicht mehr aufzuhalten. 1766 folgte die dritte Auflage, die bereits den Untertitel „A Gothic Story“ trug.
In einem seiner zahlreichen Briefe hatte Walpole das von ihm entworfene, schlossartige Landhaus Strawberry Hill als Vorbild für die Darstellung der Räumlichkeiten im Schloss von Otranto genannt. Ebenso wie Strawberry Hill zahlreiche ähnliche Bauten in ganz Europa inspirierte, war der Roman sowohl Vorläufer einer Reihe von Erzählungen, in denen das Übernatürliche und Irrationale wieder eine wesentliche Rolle spielten, als auch von historischen Romanen, die die Zeit des Mittelalters verklärten.
Das Schloss von Otranto beineinflusste diverse Werke anderer Schriftsteller, im aufkommenden Genre der Schauerliteratur, darunter Udolphos Geheimnisse von Ann Radcliffe und Der Mönch von Matthew Gregory Lewis.
In der Ausgabe von The Castle of Otranto aus dem Jahr 1924 wies Montague Summers, ein Experte für Gothic Novels, auf einige Parallelen von Walpoles Hauptperson Manfred mit dem Staufer König Manfred von Sizilien hin, unter dessen Besitzungen sich auch das mittelalterliche Schloss von Otranto befand.
1977 drehte der tschechische Filmemacher Jan Švankmajer einen Kurzfilm gleichen Namens, in dem ein tschechischer Wissenschaftler glaubt, das Vorbild für das Schloss des Romans in Tschechien entdeckt zu haben.

## Ausgaben
- The Castle of Otranto. London 1764 [2. Aufl. London 1765].
- The Castle of Otranto, a Gothic Story. 3. Aufl. London 1766.
- Die Burg von Otranto. Eine gotische Geschichte. Übersetzung: Friedrich Ludwig Wilhelm Meyer. Berlin 1794.
- Die Burg von Otranto. Berlin 1810 Volltext bei zeno.org.
- Die Burg von Otranto. Eine phantastische Geschichte. Übersetzung: Joachim Uhlmann. Frankfurt am Main 1965 ( Insel-Bücherei 826).
- Die Burg von Otranto. Roman. Übersetzung: Helmut Findeisen. Insel Verlag Anton Kippenberg, Leipzig, 1979 [1. Auflage]. Mit einem Essay von Walter Scott.
- Das Schloss Otranto. Schauerroman. Übersetzung: Hans Wolf. München 2014. ISBN 978-3-406-65994-2.